# Rhipidoherpiidae
De Rhipidoherpiidae is een familie van weekdieren uit de orde Cavibelonia.

## Geslachten
- Rhipidoherpia Salvini-Plawen, 1978
- Thieleherpia Salvini-Plawen, 2004